# Newcastle (Washington)
Pour les articles homonymes, voir Newcastle.
 (décembre 2020).
Si vous disposez d'ouvrages ou d'articles de référence ou si vous connaissez des sites web de qualité traitant du thème abordé ici, merci de compléter l'article en donnant les références utiles à sa vérifiabilité et en les liant à la section « Notes et références ».
Newcastle est une ville située dans l’État américain de Washington, dans le comté de King. Elle fait partie de la banlieue de Seattle.
La cité comptait 10 380 habitants lors du recensement de 2010.